# Duinrell
Koordinaten: 52° 8′ 44″ N, 4° 22′ 52″ O
Duinrell (deutsch Quelle in den Dünen) ist ein Freizeitpark und Campingplatz in der Nähe der niederländischen Städte Den Haag und Wassenaar. Mit einer Fläche von 100 Hektar und jährlich etwa 1,4 Millionen Besuchern zählt Duinrell zu den 25 größten Freizeitparks in Europa.

## Freizeitpark
Eröffnet hat der Park 1935 mit einigen Blechbungalows als Übernachtungsmöglichkeiten für Wanderer. Der Park wurde in mehreren Schritten erweitert und ein Freizeitpark wurde angebaut. Der gleichnamige Freizeitpark besteht aus mehreren kleinen Attraktionen, einer Sommerrodelbahn und einem großen Schwimmbad. Gäste können in Duingalows, Bungalows unterschiedlicher Ausstattung, übernachten.
Mittlerweile zählt zu dem Park ein großer Campingplatz mit über 300 Stellplätzen (in verschiedenen Größen und Ausstattung) und eine Jugendherberge („Duinhostel“). Eltern können für ihre Kinder auch Kettcars mieten und dürfen im gesamten Gelände herumfahren. Nur wenn der Park geöffnet ist, muss man die Fahrzeuge abschließen.
Diverse Aktionen während des ganzen Jahres locken immer wieder Gäste auf den Platz.
Am 14. Mai 2009 wurde die Achterbahn Falcon eröffnet.

### Achterbahnen
| Name           | Typ                | Hersteller | Eröffnungsjahr |
| -------------- | ------------------ | ---------- | -------------- |
| Dragon Fly     | Familienachterbahn | Gerstlauer | 2012           |
| Falcon         | Loopingachterbahn  | Gerstlauer | 2009           |
| Kikkerachtbaan | Familienachterbahn | Zierer     | 1985           |

#### Ehemalige Achterbahnen
| Name     | Typ               | Hersteller | Eröffnung    | Schließung   |
| -------- | ----------------- | ---------- | ------------ | ------------ |
| Batflyer | Suspended Coaster | Caripro    | nie eröffnet | nie eröffnet |

## Tikibad (Schwimmbad)
Neben dem Freizeitpark gibt es ein ganzjährig geöffnetes Spaßbad mit 11 Wasserrutschen, die mit einer Gesamtlänge von über 1000 Metern eine der Hauptattraktionen sind. In den Wintermonaten, in denen der Freizeitpark geschlossen ist, haben die Campingplatzbesucher kostenlosen Eintritt ins Spaßbad. Im Frühjahr und Herbst ist meist der Eintritt für 2 Stunden im Preis des Stellplatzes oder Hotels inklusive.
Für dort wohnende Urlauber ist der Eintritt zum Park kostenlos, Besucher zahlen ohne den Frühbucherrabatt Eintritt.
Das Bad selbst ist ein Familienbad, welches für seine Wasserrutschen bekannt ist:

### Wasserrutschen
| Name          | Typ                    | Beschreibung                                                        | Eröffnung |
| ------------- | ---------------------- | ------------------------------------------------------------------- | --------- |
| Moonlight     | Medium, Reifen, Dunkel | mit Lichteffekten und 2 Wasserfällen                                |           |
| Starfright    | Medium, Reifen, Dunkel | mit Lichteffekten und 2 Wasserfällen                                |           |
| Blits         | Turbo, Dunkel          | schnelle Wasserrutsche mit g-lastiger Helix und dunkler Endstrecke  |           |
| Flits         | Turbo, Dunkel          | über 30 % Gefälle und dunkle Endstrecke                             |           |
| Pelikaan Duik | Turbo                  | Rutsche aus 7 Metern Höhe, die 3 Meter über dem Wasserspiegel endet |           |
| Cannonball    | Medium                 | durch den Boden gehende Kurzturborutsche mit 6 Metern Länge         |           |
| Family Slide  | Medium                 | blaue Wasserrutsche                                                 |           |
| Superslide    | Medium                 | grüne Wasserrutsche                                                 |           |
| Cycloon       | Turbo, Trichter        | offene Trichterrutsche                                              |           |
| Tyfoon        | Medium                 | Rutsche mit dreifacher Erdbeschleunigung                            |           |
| X-Stream      | Turbo,                 | Wasserrutsche mit Raketenstart und Glaselement                      | 2010      |

### Sonstige Attraktionen
| Name         | Beschreibung |
| ------------ | --- |
| Lazy River   | rund 250 Meter langer Wasserkanal, welcher durch Grotten und durch das Außengelände des Bades verläuft, wobei der Kanal dabei übertunnelt ist |
| Wellenbecken | Becken, in dem in bestimmten Intervallen Wellen erzeugt werden                                                                                |

### Ehemalige Attraktionen
| Name     | Typ                 | Beschreibung | Schließung |
| -------- | ------------------- | --- | ---------- |
| Fly-Over | Unterwasser-Rutsche | 15–20 Sekunden lange Unterwasser-Rutsche. Funktion basierte auf dem physikalischem Gesetz der kommunizierenden Röhren. Starter-Becken war höher gelegen als das Zielbecken; so wurde die rutschende Person quasi durch die Röhre gesogen. | 2010       |

Das Tikibad gehört zu den größten Wasserparks von Europa und bietet die meisten Wasserrutschen in den Beneluxländern.